# Jacky Ickx
Jacques Bernard "Jacky" Ickx (Bruxelles, Belgija, 1. siječnja, 1945.) je bivši belgijski vozač automobilističkih utrka. Utrku 24 sata Le Mansa je osvojio čak šest puta, a bio je i prvak Can-Am serije 1979. U Formuli 1 je pobijedio osam puta, a najbolji konačni plasman su mu dva druga mjesta, 1969. u Brabhamu i 1970. u Ferrariju.